# Округ Харлан (Небраска)
Харлан (енгл. Harlan County) је округ у америчкој савезној држави Небраска.

## Демографија
По попису из 2010. године број становника је 3.423, што је 363 (-9,6%) становника мање него 2000. године.
| Група             | 2000.         | 2010.         |
| Белци             | 3.729 (98,5%) | 3.343 (97,7%) |
| Афроамериканци    | 5 (0,1%)      | 1 (0,0%)      |
| Азијати           | 3 (0,1%)      | 7 (0,2%)      |
| Хиспаноамериканци | 29 (0,8%)     | 45 (1,3%)     |
| Укупно            | 3.786         | 3.423         |